# ناول کورپوریشن
ناول کورپوریشن (انگلیسی: Navel Corporation) شرکت بازی ویدئویی ژاپنی است، که در سال ۲۰۰۳ تأسیس شد.